# Novosedlice
Novosedlice (en allemand : Weißkirchlitz) est une ville du district de Teplice, dans la région d'Ústí nad Labem, en République tchèque. Sa population s'élevait à 2 161 habitants en 2021.

## Géographie
Novosedlice est limité au sud par Teplice et fait partie de son agglomération. Elle se trouve à 17 km à l'ouest d'Ústí nad Labem et à 79 km au nord-ouest de Prague.
La commune est limitée par Dubí à l'ouest et au nord, par Proboštov à l'est et par Teplice au sud.

## Histoire
La première mention écrite de la localité date de 1352.

## Patrimoine

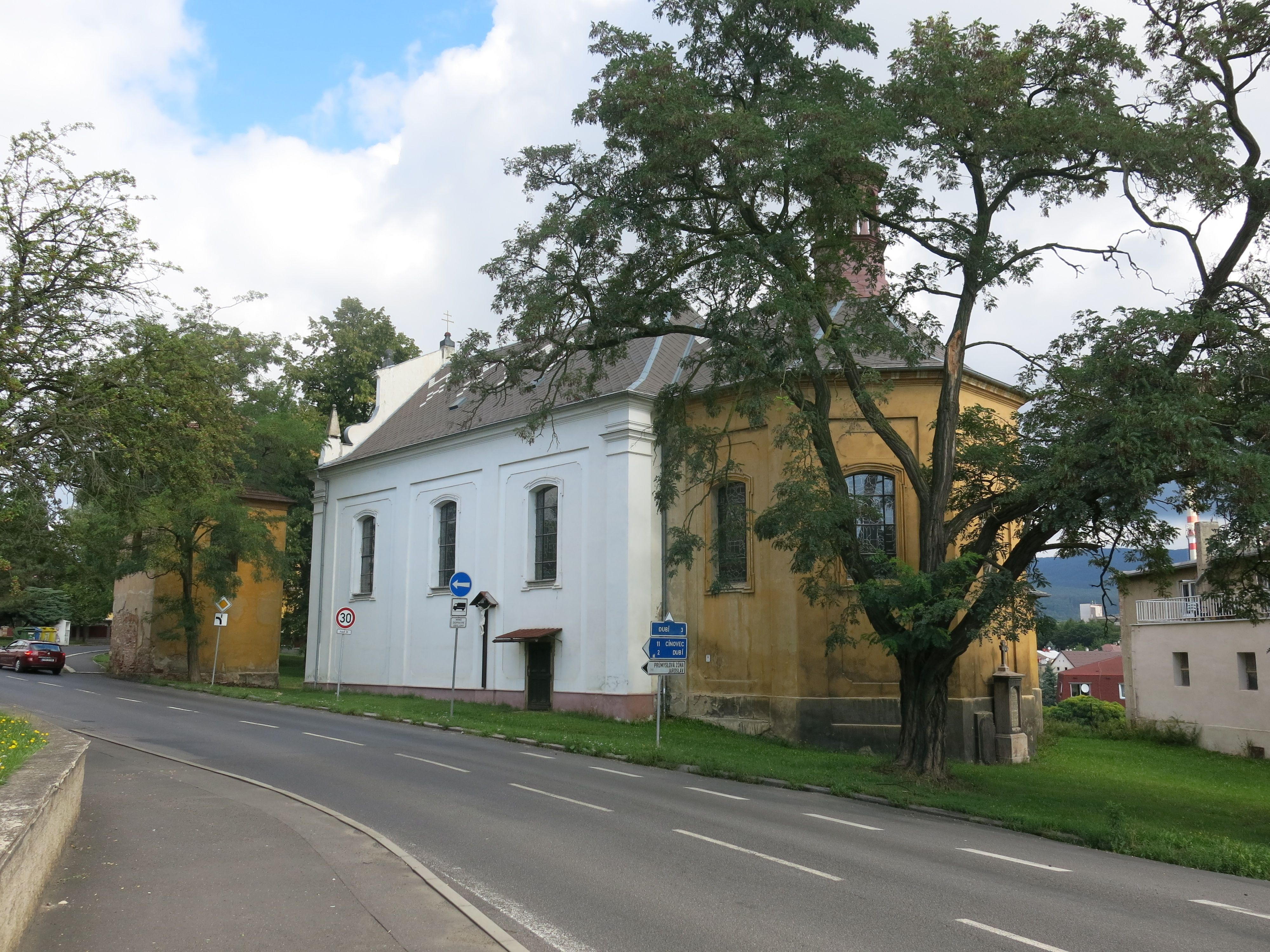
Chapelle à Novosedlice.

## Transports
Par la route, Novosedlice se trouve à 3 km du centre de Teplice, à 19 km d'Ústí nad Labem et à 94 km de Prague.